# Agathenburg
Agathenburg (dolnoniem. Gothenborg) – gmina w Niemczech, w kraju związkowym Dolna Saksonia, w powiecie Stade, wchodzi w skład gminy zbiorowej Horneburg.